# ITF-Weltmeister
Die International Tennis Federation (ITF) kürt jedes Jahr einen Weltmeister basierend auf den Leistungen während des Jahres.

## Wertung
Maßgeblich für die Bewertung sind die Leistungen bei den Grand Slams und den von der ITF veranstalteten Mannschaftswettbewerben Davis Cup und Fed Cup.
Der Titel wurde für die Herren und Damen erstmals 1978 vergeben, mittlerweile werden auch die Doppelchampions sowie für Rollstuhltennis und Junioren Titel vergeben.
Für 2020 wurden aufgrund der COVID-19-Pandemie keine ITF-Weltmeister-Titel vergeben. Die Tennissaison wurde sowohl bei den männlichen als auch bei den weiblichen Spielern für fünf Monate unterbrochen.

## Herreneinzel
| Jahr | Spieler            |
| ---- | ------------------ |
| 1978 | Björn Borg         |
| 1979 | Björn Borg (2)     |
| 1980 | Björn Borg (3)     |
| 1981 | John McEnroe       |
| 1982 | Jimmy Connors      |
| 1983 | John McEnroe (2)   |
| 1984 | John McEnroe (3)   |
| 1995 | Ivan Lendl         |
| 1986 | Ivan Lendl (2)     |
| 1987 | Ivan Lendl (3)     |
| 1988 | Mats Wilander      |
| 1989 | Boris Becker       |
| 1990 | Ivan Lendl (4)     |
| 1991 | Stefan Edberg      |
| 1992 | Jim Courier        |
| 1993 | Pete Sampras       |
| 1994 | Pete Sampras (2)   |
| 1995 | Pete Sampras (3)   |
| 1996 | Pete Sampras (4)   |
| 1997 | Pete Sampras (5)   |
| 1998 | Pete Sampras (6)   |
| 1999 | Andre Agassi       |
| 2000 | Gustavo Kuerten    |
| 2001 | Lleyton Hewitt     |
| 2002 | Lleyton Hewitt (2) |
| 2003 | Andy Roddick       |
| 2004 | Roger Federer      |
| 2005 | Roger Federer (2)  |
| 2006 | Roger Federer (3)  |
| 2007 | Roger Federer (4)  |
| 2008 | Rafael Nadal       |
| 2009 | Roger Federer (5)  |
| 2010 | Rafael Nadal (2)   |
| 2011 | Novak Đoković      |
| 2012 | Novak Đoković (2)  |
| 2013 | Novak Đoković (3)  |
| 2014 | Novak Đoković (4)  |
| 2015 | Novak Đoković (5)  |
| 2016 | Andy Murray        |
| 2017 | Rafael Nadal (3)   |
| 2018 | Novak Đoković (6)  |
| 2019 | Rafael Nadal (4)   |
| 2021 | Novak Đoković (7)  |
| 2022 | Rafael Nadal (5)   |
| 2023 | Novak Đoković (8)  |
| 2024 | Jannik Sinner      |

| Gesamt | Spieler        |
| ------ | -------------- |
| 8      | Novak Đoković  |
| 6      | Pete Sampras   |
| 5      | Roger Federer  |
| 5      | Rafael Nadal   |
| 4      | Ivan Lendl     |
| 3      | Björn Borg     |
| 3      | John McEnroe   |
| 2      | Lleyton Hewitt |

## Dameneinzel
Es wurden drei frühere Weltmeisterinnen benannt: Margaret Court, Margaret Osborne duPont und Ann Haydon-Jones.
Althea Gibson war ein Mitglied in den frühen 80ern.
Die ITF-Weltmeister der Damen unterscheiden sich von den WTA-Weltranglistenführenden am Jahresende in den folgenden Jahren: 1978 (Martina Navratilova), 1994 (Steffi Graf), 2001 (Lindsay Davenport), 2004 (Lindsay Davenport), 2005 (Lindsay Davenport), 2011 (Caroline Wozniacki), 2012 (Wiktoryja Asaranka), 2017 (Simona Halep).
| Jahr | Spielerin               |
| ---- | ----------------------- |
| 1978 | Chris Evert             |
| 1979 | Martina Navratilova     |
| 1980 | Chris Evert (2)         |
| 1981 | Chris Evert (3)         |
| 1982 | Martina Navratilova (2) |
| 1983 | Martina Navratilova (3) |
| 1984 | Martina Navratilova (4) |
| 1985 | Martina Navratilova (5) |
| 1986 | Martina Navratilova (6) |
| 1987 | Steffi Graf             |
| 1988 | Steffi Graf (2)         |
| 1989 | Steffi Graf (3)         |
| 1990 | Steffi Graf (4)         |
| 1991 | Monica Seles            |
| 1992 | Monica Seles (2)        |
| 1993 | Steffi Graf (5)         |
| 1994 | Arantxa Sánchez Vicario |
| 1995 | Steffi Graf (6)         |
| 1996 | Steffi Graf (7)         |
| 1997 | Martina Hingis          |
| 1998 | Lindsay Davenport       |
| 1999 | Martina Hingis (2)      |
| 2000 | Martina Hingis (3)      |
| 2001 | Jennifer Capriati       |
| 2002 | Serena Williams         |
| 2003 | Justine Henin           |
| 2004 | Anastassija Myskina     |
| 2005 | Kim Clijsters           |
| 2006 | Justine Henin (2)       |
| 2007 | Justine Henin (3)       |
| 2008 | Jelena Janković         |
| 2009 | Serena Williams (2)     |
| 2010 | Caroline Wozniacki      |
| 2011 | Petra Kvitová           |
| 2012 | Serena Williams (3)     |
| 2013 | Serena Williams (4)     |
| 2014 | Serena Williams (5)     |
| 2015 | Serena Williams (6)     |
| 2016 | Angelique Kerber        |
| 2017 | Garbiñe Muguruza        |
| 2018 | Simona Halep            |
| 2019 | Ashleigh Barty          |
| 2021 | Ashleigh Barty (2)      |
| 2022 | Iga Świątek             |
| 2023 | Aryna Sabalenka         |
| 2024 | Iga Świątek (2)         |

| Gesamt | Spielerin           |
| ------ | ------------------- |
| 7      | Steffi Graf         |
| 6      | Martina Navratilova |
| 6      | Serena Williams     |
| 3      | Chris Evert         |
| 3      | Martina Hingis      |
| 3      | Justine Henin       |
| 2      | Monica Seles        |
| 2      | Ashleigh Barty      |
| 2      | Iga Świątek         |

## Herrendoppel
| Jahr | Spieler                                |
| ---- | -------------------------------------- |
| 1996 | Todd Woodbridge Mark Woodforde         |
| 1997 | Todd Woodbridge (2) Mark Woodforde (2) |
| 1998 | Jacco Eltingh Paul Haarhuis            |
| 1999 | Mahesh Bhupathi Leander Paes           |
| 2000 | Todd Woodbridge (3) Mark Woodforde (3) |
| 2001 | Jonas Björkman Todd Woodbridge (4)     |
| 2002 | Mark Knowles Daniel Nestor             |
| 2003 | Bob Bryan Mike Bryan                   |
| 2004 | Bob Bryan (2) Mike Bryan (2)           |
| 2005 | Bob Bryan (3) Mike Bryan (3)           |
| 2006 | Bob Bryan (4) Mike Bryan (4)           |
| 2007 | Bob Bryan (5) Mike Bryan (5)           |
| 2008 | Daniel Nestor (2) Nenad Zimonjić       |
| 2009 | Bob Bryan (6) Mike Bryan (6)           |
| 2010 | Bob Bryan (7) Mike Bryan (7)           |
| 2011 | Bob Bryan (8) Mike Bryan (8)           |
| 2012 | Bob Bryan (9) Mike Bryan (9)           |
| 2013 | Bob Bryan (10) Mike Bryan (10)         |
| 2014 | Bob Bryan (11) Mike Bryan (11)         |
| 2015 | Jean-Julien Rojer Horia Tecău          |
| 2016 | Jamie Murray Bruno Soares              |
| 2017 | Łukasz Kubot Marcelo Melo              |
| 2018 | Mike Bryan (12) Jack Sock              |
| 2019 | Juan Sebastián Cabal Robert Farah      |
| 2021 | Nikola Mektić Mate Pavić               |
| 2022 | Joe Salisbury Rajeev Ram               |
| 2023 | Joe Salisbury (2) Rajeev Ram (2)       |
| 2024 | Marcelo Arévalo Mate Pavić (2)         |

## Damendoppel
| Jahr | Spielerinnen                                  |
| ---- | --------------------------------------------- |
| 1996 | Lindsay Davenport Mary Joe Fernández          |
| 1997 | Lindsay Davenport (2) Jana Novotná            |
| 1998 | Lindsay Davenport (3) Natallja Swerawa        |
| 1999 | Martina Hingis Anna Kurnikowa                 |
| 2000 | Julie Halard-Decugis Ai Sugiyama              |
| 2001 | Lisa Raymond Rennae Stubbs                    |
| 2002 | Virginia Ruano Pascual Paola Suárez           |
| 2003 | Virginia Ruano Pascual (2) Paola Suárez (2)   |
| 2004 | Virginia Ruano Pascual (3) Paola Suárez (3)   |
| 2005 | Lisa Raymond (2) Samantha Stosur              |
| 2006 | Lisa Raymond (3) Samantha Stosur (2)          |
| 2007 | Cara Black Liezel Huber                       |
| 2008 | Cara Black (2) Liezel Huber (2)               |
| 2009 | Serena Williams Venus Williams                |
| 2010 | Gisela Dulko Flavia Pennetta                  |
| 2011 | Květa Peschke Katarina Srebotnik              |
| 2012 | Sara Errani Roberta Vinci                     |
| 2013 | Sara Errani (2) Roberta Vinci (2)             |
| 2014 | Sara Errani (3) Roberta Vinci (3)             |
| 2015 | Martina Hingis (2) Sania Mirza                |
| 2016 | Caroline Garcia Kristina Mladenovic           |
| 2017 | Martina Hingis (3) Chan Yung-jan              |
| 2018 | Barbora Krejčíková Kateřina Siniaková         |
| 2019 | Tímea Babos Kristina Mladenovic (2)           |
| 2021 | Barbora Krejčíková (2) Kateřina Siniaková (2) |
| 2022 | Barbora Krejčíková (3) Kateřina Siniaková (3) |
| 2023 | Storm Hunter Elise Mertens                    |
| 2024 | Sara Errani (4) Jasmine Paolini               |

## Junioren

### Junioreneinzel (1978–2003)
| Jahr | Spieler            |
| ---- | ------------------ |
| 1978 | Ivan Lendl         |
| 1979 | Raúl Viver         |
| 1980 | Thierry Tulasne    |
| 1981 | Pat Cash           |
| 1982 | Guy Forget         |
| 1983 | Stefan Edberg      |
| 1984 | Mark Kratzmann     |
| 1985 | Claudio Pistolesi  |
| 1986 | Javier Sánchez     |
| 1987 | Jason Stoltenberg  |
| 1988 | Nicolás Pereira    |
| 1989 | Nicklas Kulti      |
| 1990 | Andrea Gaudenzi    |
| 1991 | Thomas Enqvist     |
| 1992 | Brian Dunn         |
| 1993 | Marcelo Ríos       |
| 1994 | Federico Browne    |
| 1995 | Mariano Zabaleta   |
| 1996 | Sébastien Grosjean |
| 1997 | Arnaud Di Pasquale |
| 1998 | Roger Federer      |
| 1999 | Kristian Pless     |
| 2000 | Andy Roddick       |
| 2001 | Gilles Müller      |
| 2002 | Richard Gasquet    |
| 2003 | Marcos Baghdatis   |

### Juniorendoppel (1982–2003)
| Jahr | Spieler                           |
| ---- | --------------------------------- |
| 1982 | Fernando Pérez Pascal             |
| 1983 | Mark Kratzmann                    |
| 1984 | Agustín Moreno                    |
| 1985 | Petr Korda Cyril Suk              |
| 1986 | Tomás Carbonell                   |
| 1987 | Jason Stoltenberg                 |
| 1988 | David Rikl Tomáš Anzari           |
| 1989 | Wayne Ferreira                    |
| 1990 | Mårten Renström                   |
| 1991 | Karim Alami                       |
| 1992 | Enrique Abaroa                    |
| 1993 | Steven Downs                      |
| 1994 | Ben Ellwood                       |
| 1995 | Kepler Orellana                   |
| 1996 | Sébastien Grosjean                |
| 1997 | Nicolás Massú                     |
| 1998 | José de Armas                     |
| 1999 | Julien Benneteau Nicolas Mahut    |
| 2000 | Lee Childs James Nelson           |
| 2001 | Bruno Echagaray Santiago González |
| 2002 | Florin Mergea Horia Tecău         |
| 2003 | Scott Oudsema                     |

### Junioren gesamt (ab 2004)
| Jahr | Spieler                |
| ---- | ---------------------- |
| 2004 | Gaël Monfils           |
| 2005 | Donald Young           |
| 2006 | Thiemo de Bakker       |
| 2007 | Ričardas Berankis      |
| 2008 | Yang Tsung-hua         |
| 2009 | Daniel Berta           |
| 2010 | Juan Sebastián Gómez   |
| 2011 | Jiří Veselý            |
| 2012 | Filip Peliwo           |
| 2013 | Alexander Zverev       |
| 2014 | Andrei Rubljow         |
| 2015 | Taylor Fritz           |
| 2016 | Miomir Kecmanović      |
| 2017 | Axel Geller            |
| 2018 | Tseng Chun-hsin        |
| 2019 | Thiago Agustín Tirante |
| 2021 | Shang Juncheng         |
| 2022 | Gilles-Arnaud Bailly   |
| 2023 | João Fonseca           |
| 2024 | Nicolai Budkov Kjær    |

## Juniorinnen

### Juniorinneneinzel (1978–2003)
| Jahr | Spielerin            |
| ---- | -------------------- |
| 1978 | Hana Mandlíková      |
| 1979 | Mary-Lou Piatek      |
| 1980 | Susan Mascarin       |
| 1981 | Zina Garrison        |
| 1982 | Gretchen Rush        |
| 1983 | Pascale Paradis      |
| 1984 | Gabriela Sabatini    |
| 1985 | Laura Garrone        |
| 1986 | Patricia Tarabini    |
| 1987 | Natalija Medwedjewa  |
| 1988 | Cristina Tessi       |
| 1989 | Florencia Labat      |
| 1990 | Karina Habšudová     |
| 1991 | Zdeňka Málková       |
| 1992 | Rossana de los Ríos  |
| 1993 | Nino Louarsabishvili |
| 1994 | Martina Hingis       |
| 1995 | Anna Kurnikowa       |
| 1996 | Amélie Mauresmo      |
| 1997 | Cara Black           |
| 1998 | Jelena Dokić         |
| 1999 | Lina Krasnoruzkaja   |
| 2000 | María Emilia Salerni |
| 2001 | Swetlana Kusnezowa   |
| 2002 | Barbora Strýcová     |
| 2003 | Kirsten Flipkens     |

### Juniorinnendoppel (1982–2003)
| Jahr | Spielerin                              |
| ---- | -------------------------------------- |
| 1982 | Beth Herr                              |
| 1983 | Larisa Neiland                         |
| 1984 | Mercedes Paz                           |
| 1985 | Mariana Perez-Roldan Patricia Tarabini |
| 1986 | Leila Mes’chi                          |
| 1987 | Natalija Medwedjewa                    |
| 1988 | Jo-Anne Faull                          |
| 1989 | Andrea Strnadová                       |
| 1990 | Karina Habšudová                       |
| 1991 | Eva Martincová                         |
| 1992 | Nancy Feber Laurence Courtois          |
| 1993 | Cristina Moros                         |
| 1994 | Martina Nedělková                      |
| 1995 | Ludmila Varmužová                      |
| 1996 | Jitka Schönfeldová Michaela Paštiková  |
| 1997 | Irina Seljutina Cara Black             |
| 1998 | Eva Dyrberg                            |
| 1999 | Dája Bedáňová                          |
| 2000 | María Emilia Salerni                   |
| 2001 | Petra Cetkovská                        |
| 2002 | Elke Clijsters                         |
| 2003 | Andrea Hlaváčková                      |

### Juniorinnen gesamt (ab 2004)
| Jahr | Spielerin                    |
| ---- | ---------------------------- |
| 2004 | Michaëlla Krajicek           |
| 2005 | Wiktoryja Asaranka           |
| 2006 | Anastassija Pawljutschenkowa |
| 2007 | Urszula Radwańska            |
| 2008 | Noppawan Lertcheewakarn      |
| 2009 | Kristina Mladenovic          |
| 2010 | Daria Gavrilova              |
| 2011 | Irina Chromatschowa          |
| 2012 | Taylor Townsend              |
| 2013 | Belinda Bencic               |
| 2014 | Catherine Bellis             |
| 2015 | Dalma Gálfi                  |
| 2016 | Anastassija Potapowa         |
| 2017 | Whitney Osuigwe              |
| 2018 | Clara Burel                  |
| 2019 | Diane Parry                  |
| 2021 | Petra Marčinko               |
| 2022 | Lucie Havlíčková             |
| 2023 | Alina Kornejewa              |
| 2024 | Emerson Jones                |

## Herren Rollstuhltennis
| Jahr | Spieler                 |
| ---- | ----------------------- |
| 1991 | Randy Snow              |
| 1992 | Laurent Giammartini     |
| 1993 | Kai Schrameyer          |
| 1994 | Laurent Giammartini (2) |
| 1995 | David Hall              |
| 1996 | Ricky Molier            |
| 1997 | Ricky Molier (2)        |
| 1998 | David Hall (2)          |
| 1999 | Stephen Welch           |
| 2000 | David Hall (3)          |
| 2001 | Ricky Molier (3)        |
| 2002 | David Hall (4)          |
| 2003 | David Hall (5)          |
| 2004 | David Hall (6)          |
| 2005 | Michaël Jeremiasz       |
| 2006 | Robin Ammerlaan         |
| 2007 | Shingo Kunieda          |
| 2008 | Shingo Kunieda (2)      |
| 2009 | Shingo Kunieda (3)      |
| 2010 | Shingo Kunieda (4)      |
| 2011 | Maikel Scheffers        |
| 2012 | Stéphane Houdet         |
| 2013 | Shingo Kunieda (5)      |
| 2014 | Shingo Kunieda (6)      |
| 2015 | Shingo Kunieda (7)      |
| 2016 | Gordon Reid             |
| 2017 | Gustavo Fernández       |
| 2018 | Shingo Kunieda (8)      |
| 2019 | Gustavo Fernández (2)   |
| 2021 | Shingo Kunieda (9)      |
| 2022 | Shingo Kunieda (10)     |
| 2023 | Alfie Hewett            |
| 2024 | Tokito Oda              |

## Damen Rollstuhltennis
| Jahr | Spielerin                  |
| ---- | -------------------------- |
| 1991 | Chantal Vandierendonck     |
| 1992 | Monique van den Bosch      |
| 1993 | Monique Kalkman (2)        |
| 1994 | Monique Kalkman (3)        |
| 1995 | Monique Kalkman (4)        |
| 1996 | Chantal Vandierendonck (2) |
| 1997 | Chantal Vandierendonck (3) |
| 1998 | Daniela Di Toro            |
| 1999 | Daniela Di Toro (2)        |
| 2000 | Esther Vergeer             |
| 2001 | Esther Vergeer (2)         |
| 2002 | Esther Vergeer (3)         |
| 2003 | Esther Vergeer (4)         |
| 2004 | Esther Vergeer (5)         |
| 2005 | Esther Vergeer (6)         |
| 2006 | Esther Vergeer (7)         |
| 2007 | Esther Vergeer (8)         |
| 2008 | Esther Vergeer (9)         |
| 2009 | Esther Vergeer (10)        |
| 2010 | Esther Vergeer (11)        |
| 2011 | Esther Vergeer (12)        |
| 2012 | Esther Vergeer (13)        |
| 2013 | Aniek van Koot             |
| 2014 | Yui Kamiji                 |
| 2015 | Jiske Griffioen            |
| 2016 | Jiske Griffioen (2)        |
| 2017 | Yui Kamiji (2)             |
| 2018 | Diede de Groot             |
| 2019 | Diede de Groot (2)         |
| 2021 | Diede de Groot (3)         |
| 2022 | Diede de Groot (4)         |
| 2023 | Diede de Groot (5)         |
| 2024 | Diede de Groot (6)         |

## Quad Rollstuhlfahrer
| Jahr | Spieler          |
| ---- | ---------------- |
| 2017 | David Wagner     |
| 2018 | Dylan Alcott     |
| 2019 | Dylan Alcott (2) |
| 2021 | Dylan Alcott (3) |
| 2022 | Niels Vink       |
| 2023 | Niels Vink (2)   |
| 2024 | Sam Schröder     |